# Габіт

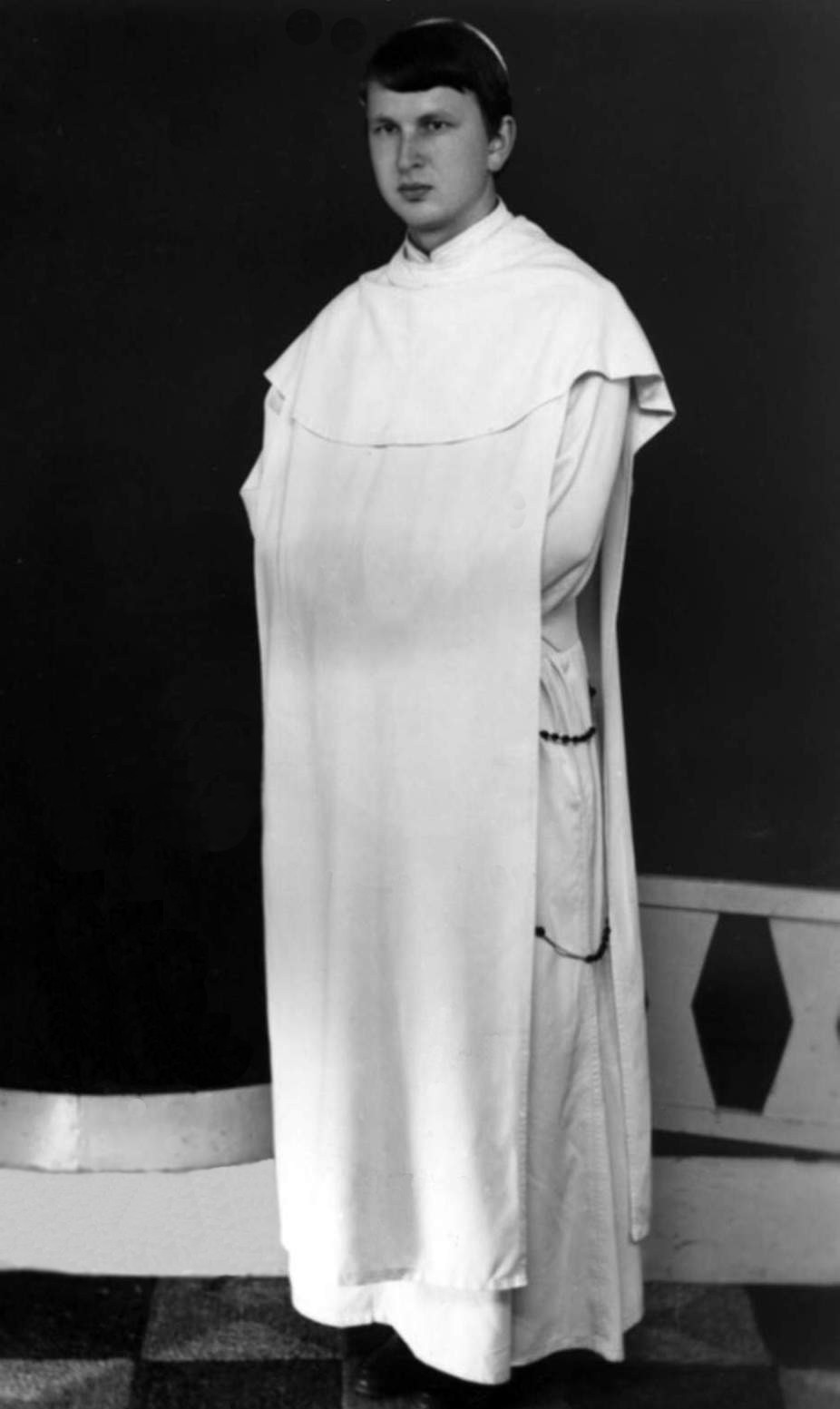
Член ордену Павлів у габіті

Габіт (Habit)— у більшості християнських Церков : характерний одяг членів орденів і релігійних конгрегацій  . Залежно від ордену складається з сукні, плаща, скапулярію та пояса або шнура (цингулума). Черниці зазвичай носять вуаль на голові.

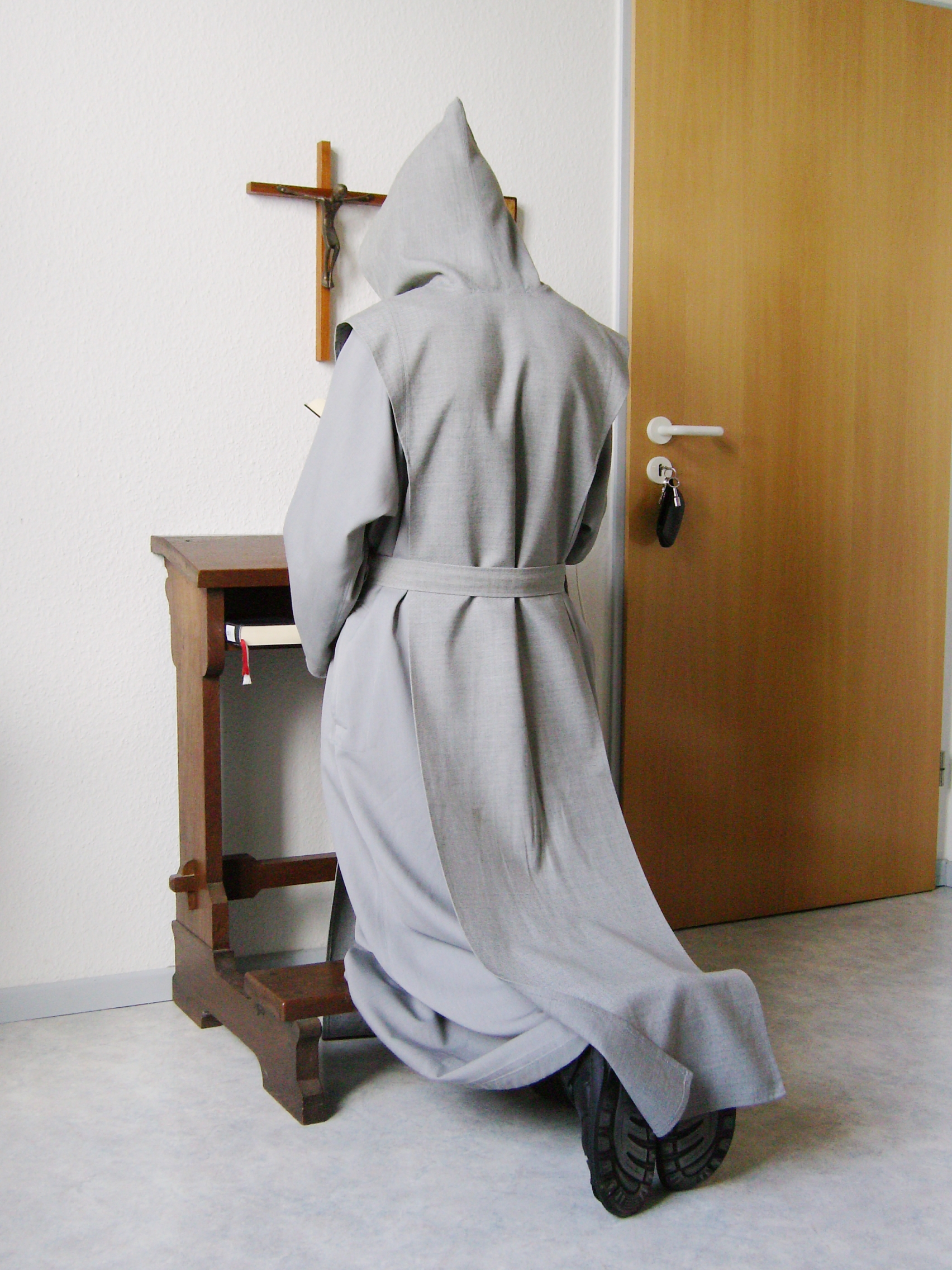
Чернець у габіті

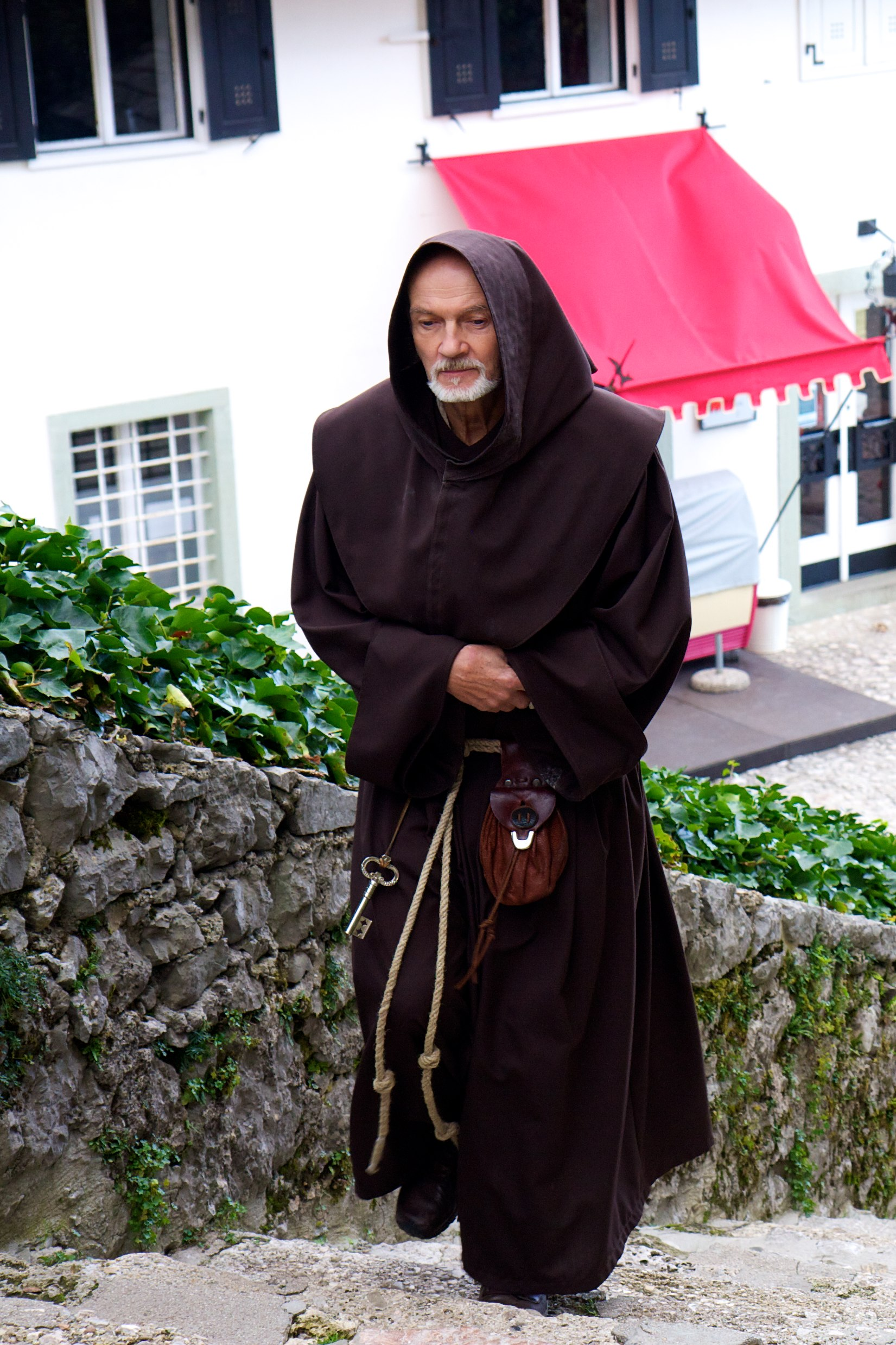
Капуцин у габіті

## Католики

### Приклади чоловічих габітів

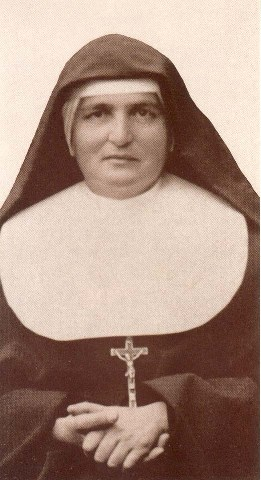
Салезіянка в габіті

- адорністи – чорний габіт, підперезаний чорним шкіряним поясом.
- Августинські реколекти - чорний габіт з каптуром, підперезаний чорним шкіряним поясом, чорна накидка.
- бенедиктинці - найпоширенішим є чорний габіт (в деяких абатствах весь габіт білий або синій) з капюшоном і чорним скапулярієм, шкіряним поясом під скапулярієм і чорним плащем. На урочисту Літургію настоятель надягає поверх габіту кукулу такого ж кольору.
- барнабіти – чорний габіт, підперезаний широким чорним поясом.
- віфлеємці – білий габіт зі шкіряним поясом, вервиця при боці, білий скапулярій з капюшоном.
- боніфратри - чорний габіт з широкою лопаткою, що виходить за плечі, і коміром з капюшоном.
- брати Пресвятого Серця Ісуса – чорний габіт із зеленим поясом, під габітом на грудях хрест.
- Брати Тиверіади - темно-синій габіт з каптуром, підперезаний коричневим шкіряним поясом, на грудях дерев'яний хрест.
- брігітанці - сірий габіт і сірий лопатник з капюшоном, червоний хрест на грудях і хоста всередині.
- Цистерціанці – білий габіт з чорним скапулярієм і поясом. Під час хорових молитов новики одягають білий плащ, брати до вічних обітів – білий плащ з моцетою, а після обітів – білу кукулку.
- Домініканці – білий габіт: туніка зі шкіряним поясом із прикріпленою вервицею, скапулярієм і каптуром; Також до вбрання входить чорна накидка з капюшоном.
- духовні – чорна (в Африці біла) ряса єпархіального духовенства, з ручної вовняної мотузки.
- фаустинці - чорна туніка, чорний скапулярій, чорна накидка з каптуром, червона мотузка та пришпилена до мотузки вервиця.
- філіпіни – ряса єпархіального духовенства в даній єпархії, з білим комірцем.
- францисканці:
  - Францисканці (реформати, бернардини) – коричневий габіт з капюшоном, мотузка з трьома вузлами на талії, розарій або францисканський вінок зліва.
  - Францисканці - чорний або темно-сірий габіт з капюшоном, мотузка з трьома вузлами на талії, що символізує чернечі обітниці, прийняті ченцем, часто зліва францисканський вінок із семи декад, накидка на голові (нині досить рідкісна). ), чорна накидка взимку з капюшоном.
  - Капуцини – коричневий габіт із загостреним капюшоном, накидка до колін, мотузка з трьома вузлами з правого боку навколо талії, чотки зліва, повна борода (хоча необов’язкова).
  - Францисканці Білого Хреста – сірий габіт з каптуром, білий шнур із трьома вузлами навколо талії та білий хрест на грудях.
  - Францисканці Непорочної – синій або блакитний габіт з накидкою та каптуром, тривузлова мотузка навколо талії, вервиця збоку, Чудотворний медалик на шиї.
  - Францисканці Обнови – сірий габіт з каптуром, тривузлова мотузка навколо талії.
  - Францисканці Примирення - коричневий габіт з капюшоном, тривузлова мотузка навколо талії, хрест на червоній нитці на грудях.
  - Брати Страждущого Христа - чорний габіт з капюшоном, мотузка з трьома вузлами навколо талії та вервиця при боці.
  - Брати Францисканці Святого Хреста - коричневий габіт з білим коміром, підбитим зовні, підперезаний білим шнуром із трьома вузлами, на ньому коричневий скапулярій, а збоку вервиця.
  - Малі брати св. Франциска – синій габіт з капюшоном, підперезаний білим шнуром із трьома вузлами, збоку францисканський шнурок; хрест на грудях.
- Інституту Христа Короля, Верховного Священика – щодня чорна сутана з чорним поясом, у торжественні дні: чорна сутана, канонічна рокета (супліка), чорна моцета, на грудях хрест св. Франциск Сальський, чорна біретта з синьою китицею, начальство носить синю моцетту.
- єзуїти – чорна священицька ряса (без ґудзиків), підперезана чорним поясом, що зав’язується з правого боку, сюртук і капелюх або чорний шапочка.
- камальдули — білий тунік, білий скаплерій з капюшоном і пояс з білої тканини, перев’язаний посередині; білий плащ з капюшоном для хорових молитов.
- каміліціанці – чорний габіт з чорним суконним поясом, червоний хрест на грудях.
- Латеранські каноніки регулярні св. Августина – чорну сутану з накидкою та білу сутану з накидкою з подвійними рукавами – ідентичну папській, як літургійний одяг – моцетту та канонічний рокет.
- Каноніци регулярні Матері Божої Відкупительниці - білий габіт з чорним шкіряним поясом, білим скапулярієм і каптуром.
- Каноніци регулярні Нового Єрусалиму - білий габіт зі шкіряним поясом, скапулярій, накидка з чорним каптуром.
- кармеліти – туніка коричневого кольору зі шкіряним поясом і такого ж кольору скапулярієм і каптуром. Професійний хрест під шкапулярієм. З лівого боку - вервиця шести десятиліть (наразі не носить). На урочисту месу та Літургію годин першого класу одягається білий плащ з капюшоном. Відмінності в крої габітію кармелітів і кармелітів босих: у «босих» лопатки лопатка вужча і сягає колін, капюшон менший. У випадку з білим хором те саме (коротше пальто та менший капюшон).
- Хрестоносці з червоною зіркою - чорна ряса з білим коміром на зовнішній стороні ряси, на грудях червоний хрест із вишитим зіркою.
- маріани – одяг, обов’язковий для священиків у даній єпархії (у Польщі – чорна сутана).
- маріавіци - сіра туніка з додатковою маленькою монстранцею, вишитою на рівні грудей, з білим коміром - колоратка. Сутана підперезана поясом. Священики носять попелястий скапулярій поверх сутан.
- міхаліци – чорна сутана без зовнішніх ґудзиків, підперезана чорним поясом.
- місерикордіани – чорна або світло-сіра сутана з червоним поясом.
- Місіонери Святого Духа - чорний габіт з чорним широким поясом, чорний скапулярій з вишитими червоними літерами JHS, голубом і серцем.
- норбертинці – білий габіт з білим поясом, білий скапулярій з капюшоном і плащ.
- оліветанці – білий габіт з каптуром, підперезаний білим поясом, білий скапулярій.
- патриціани – чорний габіт із зеленим широким поясом.
- паллотини – чорний габіт з накидкою, підперезаний чорним суконним поясом.
- пауліни (Орден Святого Павла Першого Відлюдника) – білий габіт; туніка підперезана білим поясом з вервицею, скапулярієм та білим каптуром.
- піари — чорний жупан, схожий на сутану, підперезаний поясом, на шиї білий комір, чорна безрукавка з коміром, на голові — шапка.
- потішителі — чорний габіт із вшитим спереду скапулярієм, підперезаний чорним шкіряним поясом з вервицею п’ятидесятиці, нагрудним хрестом на грудях, коміром на шиї; після остаточних обітниць на літургії та адорації одягають білий капюшон і білий плащ.
- відлюдники - вони найчастіше з'являються в мішкуватому вбранні і плащі з сірого кардного матеріалу, з пишною бородою і довгим волоссям.
- редемптористи - чорний габіт з чорним поясом, на комірі габіту білий комір, зліва чотки. У закордонних місіях можлива біла звичка.
- салезіяни – одяг, обов’язковий для священиків у даній дієцезії (у Польщі – чорна ряса).
- сальваторіанці – чорний габіт, підперезаний чорним цингулом із чотирма вузлами.
- серця - ряса єпархіального духовенства в даній єпархії, підперезана кордоном (чорною мотузкою).
- серця Марії - чорна сутана, підперезана синьою мотузкою, що спадає на лівий бік, на сутані хрест із зображенням Розп'ятого Ісуса.
- білі серця – білий габіт, підперезаний поясом з натуральної шкіри, білий скапулярій на габіті; На скапулярії вишиті два з’єднані Серця Ісуса та Марії, навколо сердець потрійно або подвійно переплетені шипи, які утворюють кругове кільце.
- Сини Найсвятішого Ізбавителя – чорний габіт із широким поясом, збоку вервиця та комір ззовні одягу.
- тринітарії – білий габіт з чорним шкіряним поясом, білий скапулярій з капюшоном, на скапулярії нашитий синьо-червоний хрест.
- вербісти - чорна священицька ряса (без ґудзиків), підперезана чорним поясом з червоною підкладкою, оброблена бахромою, зав'язана навиворіт.

### Приклади жіночих габітів

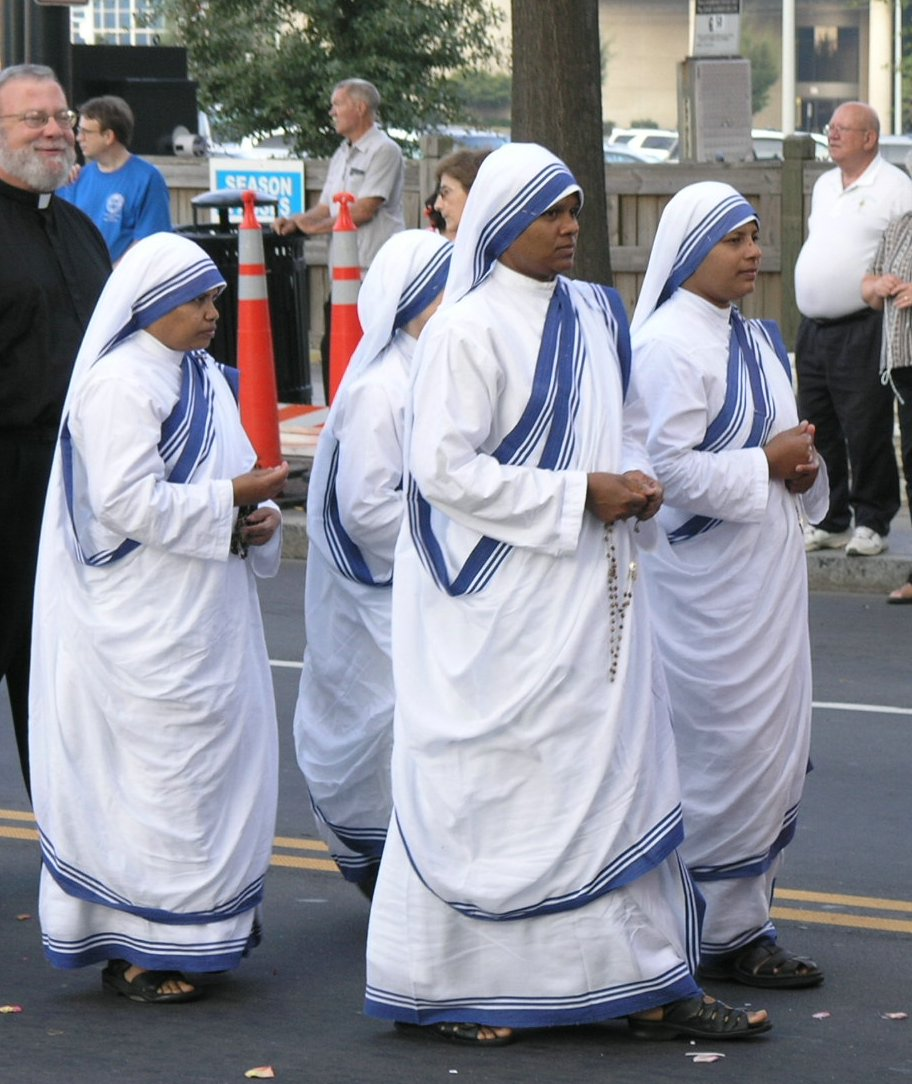
Місіонери милосердя

- августинки – чорний габіт з широкими рукавами, підперезані чорним шкіряним поясом, чорний скапулярій з білим коміром, чорна вуаль з білою окантовкою (біла вуаль для новичок). Крім того, з габітієм носять довгу чорну вервицю, а сестри з вічними обітами носять на шиї герб Ордену августинок.
- бенедиктинки – чорний габіт з широкими рукавами, сірий скапулярій, чорна вуаль на білому каптурі, що закриває чоло та підборіддя.
- квіти Борромео – чорний або сірий габітус для щоденного використання, синій, білий або сірий габітус для роботи, вуаль, адаптована до кольору габітуса
- черниці-домініканки – білий габіт і скапулярій, чорна вуаль на білому каптурі, що закриває чоло та підборіддя, чорний плащ.
- босі кармелітки – коричневий габіт до самих ніг, з широкими рукавами, підперезаний шкіряним поясом, на габіті скапулярій на білій ризі, на голові чорна вуаль (біла для послушниць і тимчасово посповіданих); у певних обставинах, наприклад, меса, урочиста Літургія Годин, поверх габіту одягається білий плащ; весь стрій доповнюється великою дерев'яною вервицею за поясом зліва та хрестом із пристрастю, що носить на серці;
- бідні клариски - сіро-попелястий габіт, підперезаний мотузкою, білий капюшон, що покриває чоло та підборіддя, спадає на груди, вирізаний по колу, з чорною вуаллю на ньому
- старосільські служниці - темно-синій габіт, чорна вуаль на голові, професійний хрест
- норбертанки – білий габіт, плащ і скапулярій, білий каптур прикриває підборіддя та груди, на ньому два тонких покривала – біле знизу, чорне зовні
- благодійниці - раніше: чорна спідниця, чорний каптан з широкими рукавами, чорний фартух і чотки на талії, білий корнетик на голові, сьогодні: темно-синій габіт до половини литки, темно-синя вуаль, що сягає за межі плечі
- урсулинки – чорна сукня з вузькими рукавами, застібається спереду на гачки, на талії чорна вовняна мотузка, на шиї біла хустка, на голові вуаль, вдома біла, на виході чорна.
- візитантки - чорний габіт з широкими рукавами, підперезаний чорним суконним поясом, на голові чорна койф, на ній чорна вуаль, плечі покриті жорсткою білою кокеткою, під нею жовтий хрест на стрічці.